# Sclaunicco
Sclaunicco (Sclaunic in friulano) è una frazione del comune di Lestizza di circa 541 abitanti, situata nel medio Friuli a 2.59 km dal capoluogo comunale.

## Storia
Sclaunicco è un toponimo prediale in "-icu", dal personale Sclavonius, in origine nome etnico indicante un insediamento slavo. L'insediamento o il nucleo locale subì certamente una ristrutturazione attorno al 1000, al seguito dell'immigrazione slava promossa dai patriarchi per ripopolare quelle zone immiserite da quasi due secoli di invasioni prevalentemente ungare. In particolare Sclaunicco si trova espressamente menzionato dal Di Prampero fin dal 1290 come «in villa de Sclaunico». Nel 1328, sotto il Patriarca Della Torre, nel riassetto di una torre di difesa delle mura di Udine, vengono chiamati anche alcuni lavoratori di Sclaunicco. Nel XV secolo appare come possesso del conte di Gorizia, nel presidio del castello murato di Belgrado, verso cui doveva convergere la popolazione in caso di guerra. Sul piano giuridico era legata a Varmo, che, nel contesto della struttura patriarcale, aveva due castelli e due voci in Parlamento. Sclaunicco è stato spesso luogo di contesa o di passaggio, come nell'ottobre del 1411, quando fu praticamente saccheggiata dai Cividalesi assieme ad altri paesi vicini: Villaorba, Zugliano, Pasiano. Nel 1472 la Villa di Sclaunicco appare ancora parte integrante della Pieve di Mortegliano, di cui segue pari passo le vicende e le contese almeno fino allo scorcio del '700. Il documento storico più antico dell'Archivio parrocchiale è un «LIBRO D'INSTRUMENTI» della Venerabile Chiesa di S. Michele Arc. di Sclaunicco, raccolti da Virginio Venzone, notaio di Lestizza del 1711, con notizie risalenti al 1610. C'è, poi, un altro volume con copiose informazioni, a partire dagli inizi del 1800, riguardanti i legati, le proprietà, l'amministrazione della Chiesa filiale di Sclaunicco. Già nel 1818 figurano 73 ditte che o per affittanza o per legati o per censi e livelli contribuiscono al mantenimento della Chiesa stessa. Al 1825 risale il primo lascito per la costituzione di un beneficio in grado di assicurare un servizio più diretto e continuativo, anche se non del tutto indipendente. Ci fu inizialmente una Cappellania, istituita per opera di d. Angelo e fratelli Tavano fu Valentino di Sclaunicco; poi, una Mansioneria con presenza in loco del sacerdote, istituita per opera di Tavano Domenico fu Giovanni di Sclaunicco, grazie ad un testamento nuncupativo del 27 ottobre 1843. A partire praticamente dal 1700 con Sgrazzutto Pier Domenico si succedettero una ventina di «Cappellani», fino al 6 giugno 1950, quando Mons. Giuseppe Nogara, Arcivescovo di Udine, decretò lo smembramento della Cappellania dalla Parrocchia tutrice S. Maria Assunta di S. Maria, con l'erezione della nuova parrocchia indipendente di S. Michele Arcangelo di Sclaunicco. Tale nuova parrocchia fu riconosciuta anche civilmente con un decreto del Presidente della Repubblica del 30 luglio 1953.

## Monumenti e luoghi d'interesse

### Chiesa parrocchiale
Sulla Via San Giovanni Bosco si trova la chiesa parrocchiale con l'antico portale scolpito da Brunis de Varian nel 1505. 
All'interno d'essa:

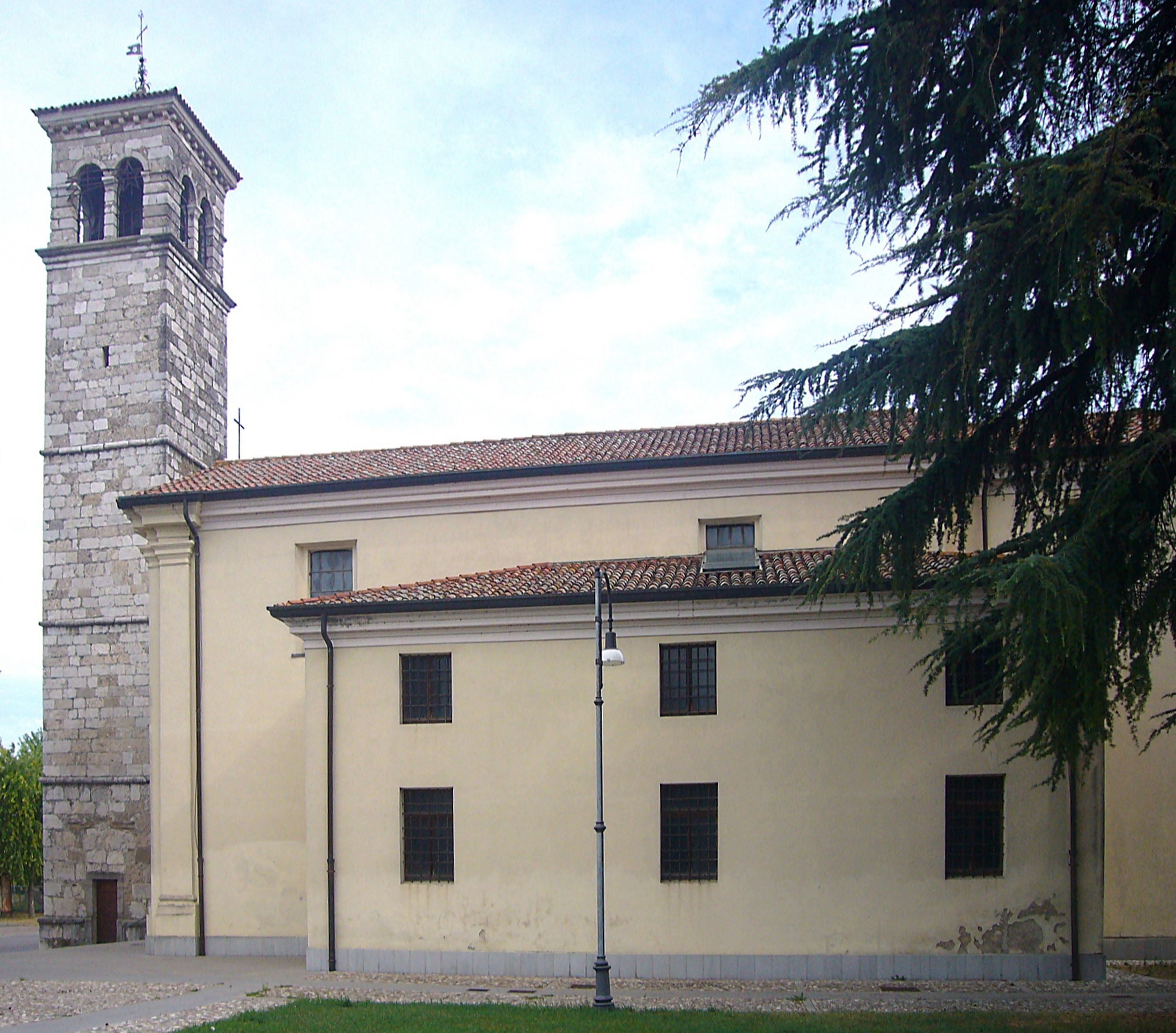
La chiesa parrocchiale col campanile

- un lacerto affresco risalente al 1525 circa, attribuito alla mano di Gian Paolo Thanner;
- due sculture rinascimentali in pietra forse di Giovanni Antonio Pilacorte;
- la Madonna del Latte e Sant'Antonio Abate;
- sul soffitto i Santi Michele Arcangelo, valentino e la Madonna tra le nubi (Carlo Boldi 1802).
- Il gioiello d'arte sacra più noto è la pregevole Croce Astile, databile al secolo XIII e collocabile nella tradizione orafa di Limoges.

La Chiesa è dedicata a San Michele Arcangelo, con richiamo ai longobardi, qui forse presenti un tempo, come testimonia una necropoli (in uso dal I secolo a.C. al VII d.C.), scoperta casualmente, e non conservata. Sempre sulla Via San Giovanni Bosco si hanno settecentesche icone votive della Madonna con bambini e Santi.

### Villa d'Ombrosa
In direzione Basiliano, s'incontra a destra la Villa d'Ombrosa (metà Ottocento, su edificio preesistente), il cui parco ospita manifestazioni culturali.